# Jennie Simms
Jennie Simms est une joueuse de basket-ball américaine née le 21 avril 1994 à Accokeek, dans le Maryland. Elle évolue en WNBA au sein du Fever de l'Indiana.
Pour 2017-2018, elle joue en Israël avec Elitzur Ramla.